# Walter Hudson
Walter Hudson (* 5. Juni 1944 in Brooklyn; † 24. Dezember 1991 in Hempstead) war der Inhaber des Guinness-Weltrekords für den größten Taillenumfang. Er belief sich 1987 auf 302 cm, als er sein Höchstgewicht von 543 Kilogramm erreichte. Er gehörte damit zu den schwersten Menschen der Medizingeschichte.

## Biografie
Hudson wurde am 5. Juni 1944 in New York City geboren und wog im Alter von zwölf Jahren bereits über 90 Kilogramm, mit 15 Jahren bereits über 130 Kilogramm und konnte danach seine Wohnung nicht mehr verlassen. Aufgrund seines extremen Übergewichts konnte er sein Bett nur sehr selten verlassen und war in seiner Lebensführung stark eingeschränkt. Die meiste Zeit soll er mit dem Lesen der Bibel, Fernsehen, Telefonieren und Essen verbracht haben. Er war außerdem ein großer Fan von Gospelmusik. 1987 erlangte er nationale Bekanntheit, als er in seiner Badezimmertür stecken blieb und von der örtlichen Feuerwehr befreit werden musste.
Hudson durchschnittliche tägliche Ernährung soll aus 32 Würstchen, 1 Pfund (0,45 kg) Speck, 12 Eiern und einem Laib Brot zum Frühstück, zwei große Sandwiches, großen Portionen Pommes frites oder Bratkartoffeln zum Mittagessen und drei großen Schinkensteaks oder zwei Hähnchen, einem halben Dutzend Kartoffeln und Maiskolben und einem Apfelkuchen zum Abendessen bestanden haben. Außerdem aß er zusätzliche süße Snacks und trank große Mengen an Softdrinks jeden Tag.
Walter Hudson starb am 24. Dezember 1991 im Alter von 47 Jahren in seinem Haus an einem Herzinfarkt. Zum Zeitpunkt seines Todes wog er 465 kg. Die Rettungskräfte der Feuerwehr von Hempstead schnitten ein 1,2 m mal 1,8 m großes Loch in die Schlafzimmerwand, um seine Leiche aus dem Haus zu holen. Er musste in einem Sarg mit Spezialanfertigung bestattet werden. Knapp 1000 Leute wohnten seiner Beerdigung bei.